# Tenebroides floridanus
Tenebroides floridanus es una especie de coleóptero de la familia Trogossitidae. Mide de 3.8 a 6.8 mm.

## Distribución geográfica
Habita desde Florida hasta las Indias occidentales y Brasil.